# Український культурний центр Торонто
Український культурний центр Торонто (англ. Ukrainian Cultural Centre of Toronto) до 2015 року знаходився за адресою вул. Крісті №83-85 (англ. 83-85 Christie St.), Торонто, провінція Онтаріо, Канада. Зараз центр розміщений на базі готельно-ресторанного комплексу " Старий млин". 

## Історія
Колишню будівлю центру називали просто "Крісті". Вона приймала багато українських заходів, і була серцем української громади Торонто і околиць. Завдання центру — дати можливість об'єднатися людям зі спільною культурою та ідеями. У центрі не тільки зберігали українську спадщину протягом декількох десятиліть, а ще й навчали новачків та іммігрантів до Канади англійської мови. 
У центрі були два бенкетні зали (великий і малий), концертна сцена, кухня, репетиційні приміщення, аудиторії, бібліотека, кафе, нічний клуб «Трембіта», офіси та спортзал. Також там були центральні офіси щотижневої національної газети «Гомін України» і Асоціації української молоді в Канаді. Обидві установи були засновані в 1948 році українськими іммігрантами до Канади. 
Починаючи з 1970-х і до 1990-х років, в Центрі перубував український павільйон, що брав участь у Міжнародному фестивалі «Караван». Спочатку павільйон назвали «Київ», на честь столиці України: згодом перейминували на «Львів». 
До 1960 року будинок № 83 на вул. Крісті був домом філії Торонто УЮПО (Об'єднаний орден єврейських народів). У даний час будівля належить Філіппінській церкві «Ісус є Господом».